# Neudorfer Werder
Das Neudorfer Werder, auch als  Neudorfer Heger bezeichnet, war eine im Stadtgebiet von Dresden gelegene Flussinsel der Elbe in Sachsen. Ihren Namen erhielt sie nach dem am rechtselbischen Ufer gelegenen Ort Neudorf, einem heute zur Leipziger Vorstadt gehörenden Dresdner Stadtteil.

## Lage
Die Insel lag unterhalb der Marienbrücke am Südende der heutigen Moritzburger Straße ungefähr beim Elbe-Stromkilometer 58 (die Zählung beginnt an der deutsch-tschechischen Grenze). Ihre Länge betrug ca. 675 Meter, die Breite ca. 135 Meter, was einer Fläche von ungefähr 5,5 Hektar entsprach. Vom Elbufer war sie nur durch einen schmalen Elbarm getrennt, der im 18. Jahrhundert verlandete.

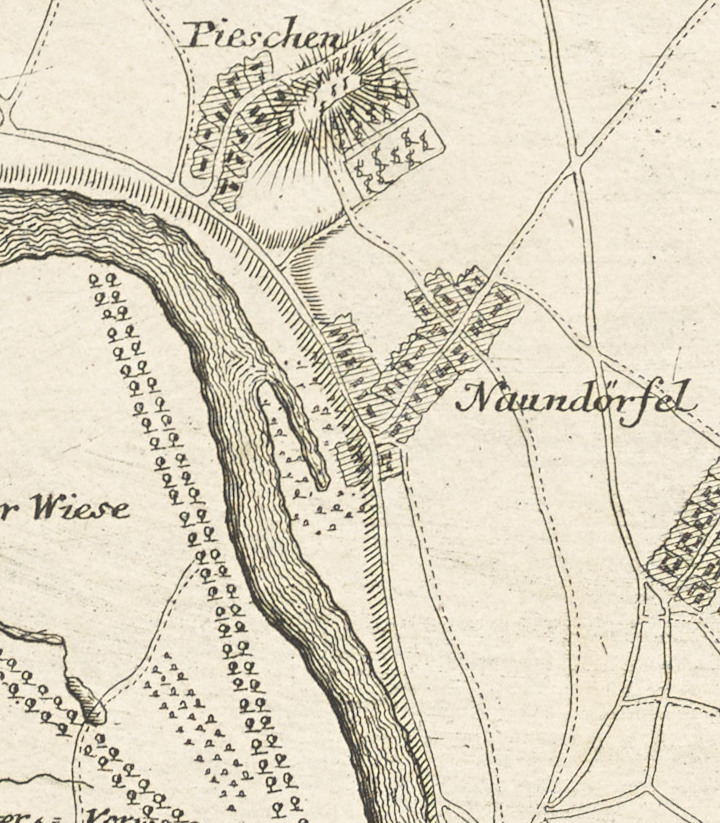
Neudorfer Werder (1782)
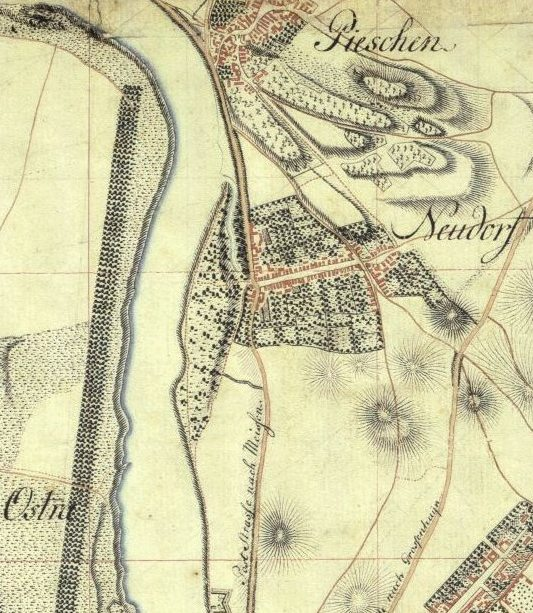
Neudorfer Werder (1785)
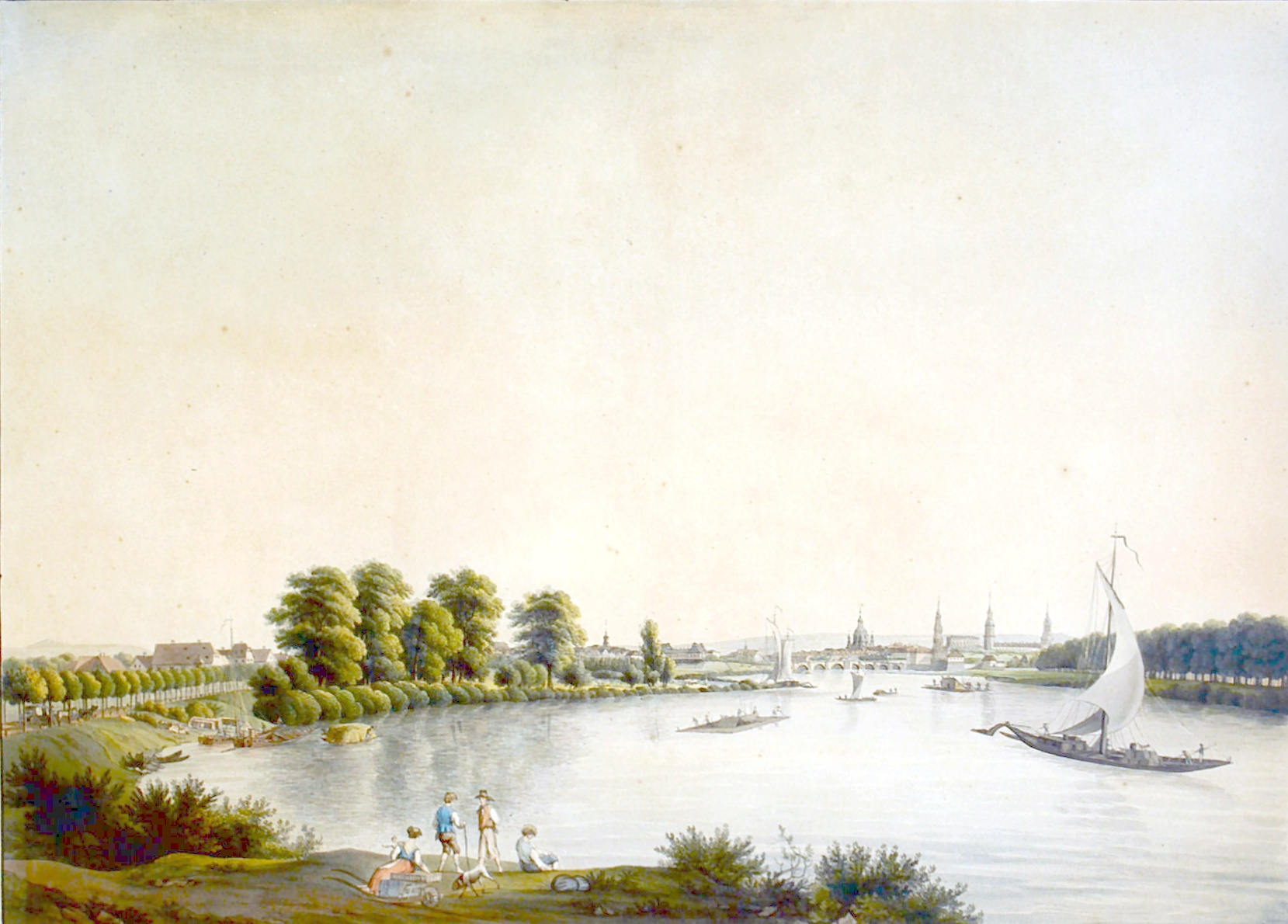
Elblandschaft bei Neudorf mit Neudorfer Werder (links) und Ostragehege (rechts), im Hintergrund die heutige Innere Altstadt Dresdens; aquarellierter Stich von Christian Gottlob Hammer, um 1805

## Geschichte
Die Elbinsel gehörte ab 1546 zum neugegründeten Ort Neudorf, dessen Bewohner wegen des Baus der Stadtbefestigung Altendresdens ihre Häuser und Grundstücke verlassen mussten. Als Entschädigung erhielten sie neues Land zugewiesen und durften gegen eine jährliche Pachtzahlung die Insel als Weideland sowie zur Gras- und Holzgewinnung nutzen.
Da sich auf dem Elbwerder aus dem nahegelegenen Ostragehege stammende Fasane und Rebhühner angesiedelt hatten, gab es wiederholt Konflikte mit den kurfürstlichen Jagdbehörden über die Nutzung der Insel. Daraufhin wurde der Neudorfer Werder dem Ostragut unterstellt und den Anwohnern das Betreten untersagt. Im Zuge des über mehrere Jahrzehnte andauernden Rechtsstreits eskalierte 1721 die Situation, nachdem sich einige Bewohner eigenmächtig Zutritt zum Neudorfer Werder verschafft hatten. August der Starke verfügte daraufhin ein generelles Verbot für das Betreten und stationierte zur Durchsetzung zwei Wachposten. Erst per Vertrag vom 13. August 1781 bekam Neudorf den Elbwerder wieder übereignet, durfte ihn jedoch ausschließlich als Weideland und zur Grasgewinnung nutzen. Da der schmale Elbarm zunehmend verlandete, verlor der Neudorfer Werder Ende des 18. Jahrhunderts seine Inseleigenschaft. Ein Teil des früheren Elbarms diente 1859 für die Anlage des Pieschener Elbhafens.
Am 22. März 1864 erwarb der sächsische Staat das Areal der früheren Insel und baute hier zwei Jahre später den Wasserbauhof. Die Gebäude werden heute vom Wasserstraßen- und Schifffahrtsamt Dresden genutzt. Außerdem gibt es auf der ehemaligen Elbinsel eine Kleingartenanlage sowie den 1933 entstandenen Sportplatz des TSV Rotation Dresden.